# Megaselia basiseta
Megaselia basiseta är en tvåvingeart som beskrevs av Malloch 1935. Megaselia basiseta ingår i släktet Megaselia och familjen puckelflugor.
Artens utbredningsområde är Samoa. Inga underarter finns listade i Catalogue of Life.